# Germán de Silva
Germán de Silva es un actor argentino nacido en 1953, que ha participado en cine, teatro y televisión. A lo largo de su trayectoria artística ha realizado más de 30 proyectos en cine y televisión.

## Filmografía[2]

### Películas[3]
| Año  | Título                               | Personaje                |
| ---- | ------------------------------------ | ------------------------ |
| 2001 | Taxi, un encuentro                   | Luis                     |
| 2002 | Los porfiados                        | Artemio                  |
| 2002 | Cachorros                            | Padre                    |
| 2002 | Dos minúsculas historias de invierno | Rol desconocido          |
| 2002 | Exactamente como los perros          | Rol desconocido          |
| 2006 | El custodio                          | Guardaespaldas           |
| 2006 | Mientras tanto                       | Roque                    |
| 2007 | El asaltante                         | Encargado del bar        |
| 2008 | Historias extraordinarias            | Paisano                  |
| 2008 | La sangre brota                      | Luis                     |
| 2009 | Anita                                | Sixto                    |
| 2010 | Antes                                | Arturo                   |
| 2010 | Ocio                                 | Rol desconocido          |
| 2010 | Hija del sol                         | Taxista                  |
| 2011 | Un mundo misterioso                  | Héctor                   |
| 2011 | El estudiante                        | Horacio                  |
| 2011 | Juan y Eva                           | Obrero                   |
| 2011 | Las acacias                          | Rubén                    |
| 2011 | El túnel de los huesos               | Triple                   |
| 2012 | El último Elvis                      | Supervisor de la fábrica |
| 2012 | La segunda muerte                    | Cura                     |
| 2012 | Ni un hombre más                     | Flavio                   |
| 2012 | Un día y todos los días              | Narrador                 |
| 2012 | Pringles                             | Hombre                   |
| 2012 | Exhibition                           | Rol desconocido          |
| 2012 | El sombrero                          | Hombre borracho          |
| 2012 | Samurái                              | Pescador                 |
| 2013 | Marea baja                           | Rol desconocido          |
| 2013 | Los dueños                           | Rubén                    |
| 2013 | Matar a un perro                     | Ramírez                  |
| 2013 | La laguna                            | Rol desconocido          |
| 2014 | El cerrajero                         | Manuel                   |
| 2014 | Gato negro                           | Dueño de distribuidora   |
| 2014 | Groenlandia                          | David                    |
| 2014 | Relatos salvajes                     | Casero                   |
| 2014 | Arrebato                             | Parker                   |
| 2014 | El patrón: radiografía de un crimen  | Armando                  |
| 2014 | La huella en la niebla               | Rol desconocido          |
| 2015 | La mujer de los perros               | Gaucho                   |
| 2015 | Le ciel du centaure                  | Rol desconocido          |
| 2015 | Historias Breves 10                  | Rol desconocido          |
| 2015 | El eslabón podrido                   | Sicilio                  |
| 2015 | El dorado de Ford                    | Horacio                  |
| 2015 | Hijos nuestros                       | Horacio                  |
| 2015 | Los del suelo                        | Walter Medina            |
| 2016 | El limonero real                     | Rol desconocido          |
| 2016 | De la muerte de un costero           | Costero                  |
| 2016 | No sabés con quién estás hablando    | Rol desconocido          |
| 2016 | El aprendiz                          | Ernesto                  |
| 2016 | Mombyry                              | Rol desconocido          |
| 2017 | El pampero                           | Empleado del club        |
| 2017 | La emboscadura                       | Rol desconocido          |
| 2017 | Zama                                 | Indalecio                |
| 2017 | La educación del rey                 | Carlos Vargas            |
| 2017 | Arpón                                | Germán Argüello          |
| 2017 | Los últimos                          | Papá de Pedro            |
| 2017 | Al desierto                          | Cuello                   |
| 2018 | Marilyn                              | Carlos                   |
| 2018 | La flor                              | Giardina                 |
| 2018 | Animal                               | Empleado frigorífico 3   |
| 2018 | Destete                              | Ernesto                  |
| 2019 | A oscuras                            | Rol desconocido          |
| 2019 | Historias breves 17                  | Rol desconocido          |
| 2019 | Los dos papas                        | Padre Yorio              |
| 2019 | Así habló el cambista                | Moacyr                   |
| 2019 | Lo habrás imaginado                  | Bruto                    |
| 2020 | La dosis                             | Gerardo                  |
| 2020 | El caníbal                           | Aparicio Garay           |
| 2020 | Tomando estado                       | Rol desconocido          |
| 2020 | Espejo                               | Amadeo                   |
| 2021 | Santa                                | Rol desconocido          |
| 2021 | El apego                             | Ortiz                    |
| 2022 | Vuelta al perro                      | Rol desconocido          |
| 2022 | 1976                                 | Hombre buzo              |
| 2022 | Camino al éxito                      | Eduardo                  |
| 2022 | Bem-Vinda, Violeta!                  | Rol desconocido          |
| 2022 | Legiones                             | Antonio Poyjú            |
| 2023 | No corre el viento                   | Ernesto                  |
| 2023 | Los delincuentes                     | Del Toro / Garrincha     |

### Televisión
| Año  | Título                           | Papel                   | Notas                                |
| ---- | -------------------------------- | ----------------------- | ------------------------------------ |
| 2010 | 25 miradas, 200 minutos          | Rol desconocido         |                                      |
| 2013 | Historias de corazón             | Jorge Peralta           | Episodio: «Un juego para Roxy»       |
| 2013 | Dos por una mentira              | Marcelo                 |                                      |
| 2015 | Según Roxi                       | Polaco                  |                                      |
| 2015 | La verdad                        | Emilio Sago             |                                      |
| 2017 | Amar después de amar             | Pedro Cárcamo           |                                      |
| 2017 | El galán de Venecia              | Papá                    |                                      |
| 2017 | El maestro                       | Raúl                    |                                      |
| 2018 | Crónicas ferreteras              | Sergio                  |                                      |
| 2019 | Campanas en la noche             | Raúl «Raulo» Mastandrea |                                      |
| 2023 | Ringo, gloria y muerte           | Don Vicente Bonavena    |                                      |
| 2023 | Las bellas almas de los verdugos | Rossi                   |                                      |
| 2024 | La voz ausente                   | Cachila Olmos           |                                      |
| 2024 | Envidiosa                        | Luis Larsen             | Episodio: «Todas se casan menos vos» |
| 2025 | Atrapados                        | Inspector Torres        |                                      |
| 2025 | División Palermo                 | Estafador               | Episodio: «Operación Flat White»     |
| 2025 | En el barro                      | Daniel                  |                                      |